# Пфальц

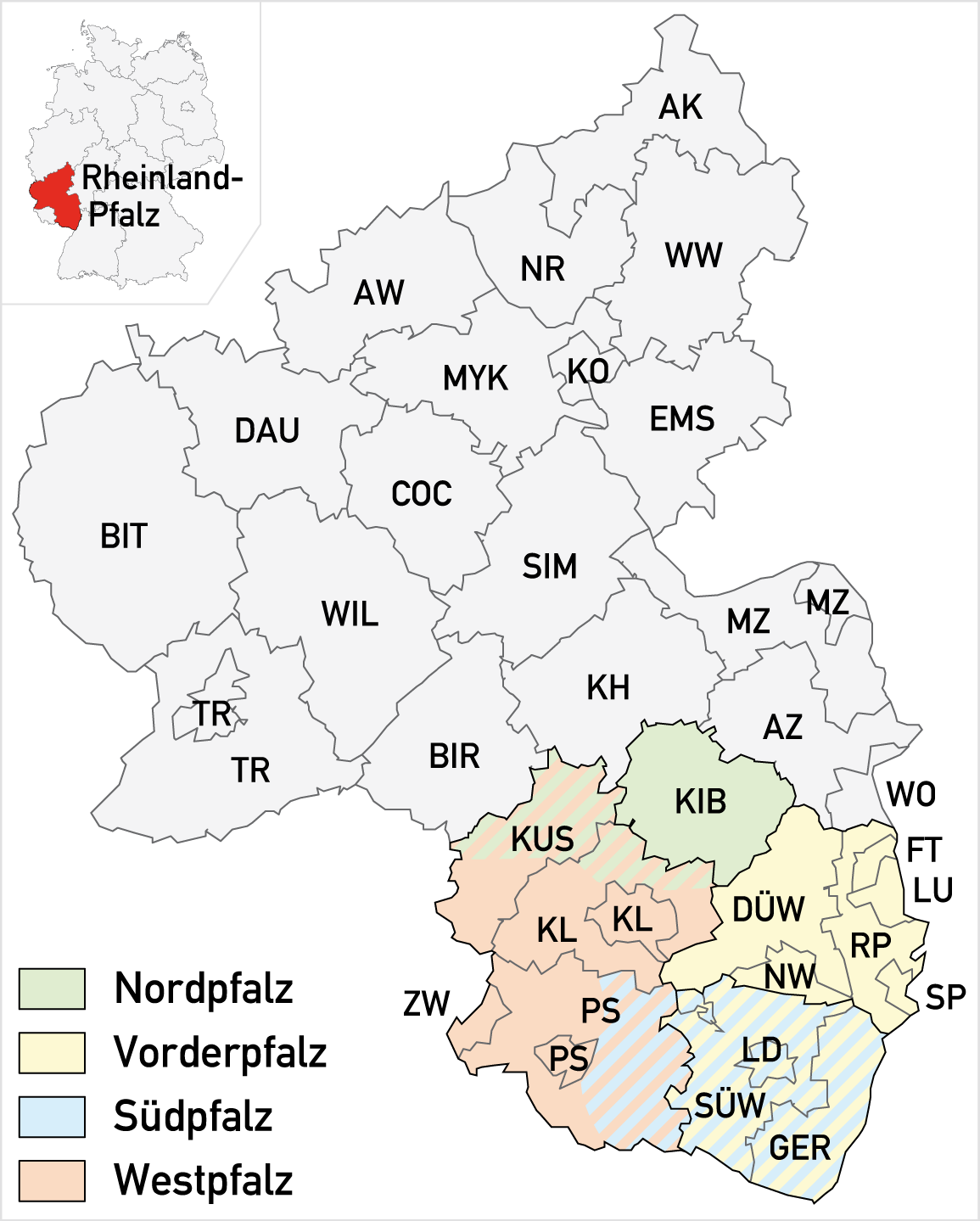
Пфальц в найвужчому розумінні (без Саарпфальцу, Курпфальцу та місцевих громад, що відійшли до району Бад Кройцнах після реформи 1969 року.

49°30′00″ пн. ш. 8°01′00″ сх. д. / 49.5° пн. ш. 8.0166694444444° сх. д.
Пфальц (нім. Pfalz) — історична область на південному заході Німеччини на півдні федеральної землі Райнланд-Пфальц, що має площу 5451,13 км² та населення 1,4 млн осіб. 
На заході Пфальц межує з Саарландом, на північному заході з Гунсрюком, на північному сході з Альцайськими пагорбами, східну межу з Гессеном та Баденом утворює Райн, на півдні Пфальц межує з Ельзасом.
Пфальц поділяється на гористі й лісисті Західний й Північний Пфальц та рівнинні Південний Пфальц та Передпфальц (тобто східна частина Пфальцу, назва Східний Пфальц не вживається).
Пфальцький ліс у гористій частині Пфальцу займає близько третини усієї території Пфальца й є найбільшої зв'язною лісистою областю Німеччини.
У довгій смузі пагорбів, що розділяє гористу й рівнинні частини Пфальца, знаходиться другий за площею після Райнгессена (228 км² виноградників) виноробний регіон Німеччини, що виробляє щорічно близько 2,5 мільйонів гектолітрів вина.
Найбільшим містом Пфальцу й одночасно другим за населенням містом федеральної землі Райнланд-Пфальц є Людвігсхафен, чиє населення складає близько 160 тисяч. Інші важливі міста Пфальцу — це Кайзерслаутерн, із населенням близько 100 тисяч осіб, Нойштадт та Шпаєр, кожен з населенням близько 50 тисяч осіб, Франкенталь, Ландау, Пірмазенс, Цвайбрюккен, Ґермерсгайм.
1. ↑  Pfalz. www.winesofgermany.com (англ.). Pfalzwein e.V. 12 грудня 2020. Процитовано 24 грудня 2024.